# Grand incendie de Rome
Le grand incendie de Rome a frappé la ville de Rome sous le règne de l'empereur Néron.
L'incendie éclata dans la nuit du 18 juillet 64 (ante diem XV Kalendas Augustas, anno DCCCXVII a.U.c.) dans la zone du Circus Maximus et sévit pendant six jours et sept nuits en se propageant pratiquement dans toute la ville.
Trois des quatorze régions (quartiers) qui constituaient la ville (la IIIe, dite Isis et Serapis, actuellement l'Oppius, la Xe, Palatin et la XIe, Circus Maximus) furent complètement détruites, tandis que dans sept autres les dommages furent plus limités. Seules quatre régions étaient intactes (I Porte Capène, V Esquilies, VI Alta Semita et XIV Transtévère).

## Le contexte
Au moment de l'incendie, Rome, proche de son apogée, était une des plus importantes métropoles de l'Antiquité. Elle comptait environ entre 800 000  et un million
d'habitants.
À cette époque, les incendies se déclaraient à Rome, comme dans la plupart des grandes villes, avec une certaine fréquence. Ceci était favorisé par les caractéristiques de construction des édifices antiques, constitués en grande partie d'éléments en bois (planchers, balcons, etc.), et qui pour la plupart utilisaient des braseros pour l'éclairage, la cuisine et le chauffage. Les voies de circulation étaient étroites, sinueuses et l'accolement des insulæ facilitait la propagation des flammes.
La lutte contre les incendies était assurée à Rome par un corps d'intervention constitué par sept cohortes de vigiles (les Vigiles urbani) qui s'occupaient aussi de l'ordre public. Les cohortes de vigiles étaient éparpillées, avec des casernes et des corps de garde (excubitoria), dans chacune des quatorze régions augustéennes. La lutte contre les incendies était malgré tout gênée par l'étroitesse des espaces de manœuvre et par la difficulté d'acheminement de l'eau où elle était nécessaire.

## Sources antiques

### Tacite

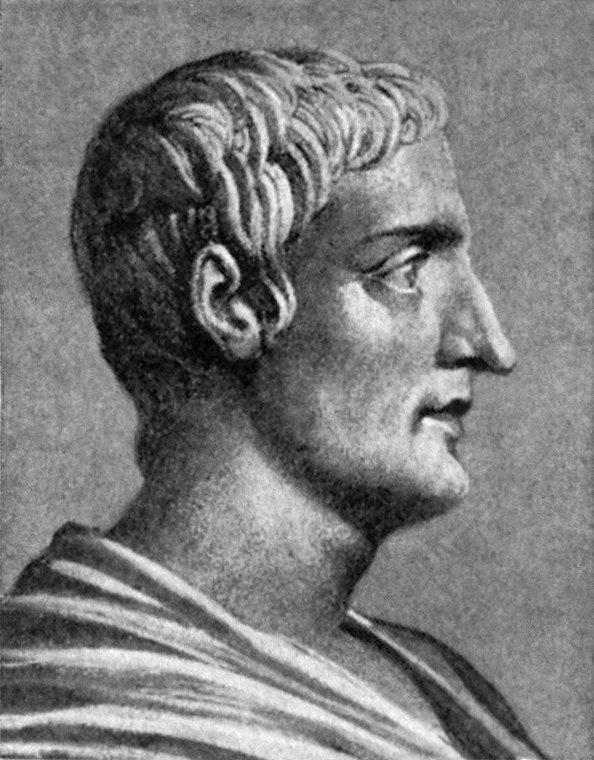
Gaius Cornelius Tacitus.

L'historien romain Tacite décrit l'événement comme le plus grave et violent incendie de Rome. Dès le début de son récit, il met en évidence les incertitudes sur l'origine du désastre : pur accident ou acte criminel à l'initiative de Néron ? (« forte an dolo principis incertum »). Son compte rendu est le plus riche de détails.

#### Évolution de l'incendie et premiers secours
Selon Tacite, l'incendie, ayant débuté près du Circus Maximus, a été alimenté par le vent et par les marchandises des boutiques et s'est étendu rapidement à l'intérieur de l'édifice. Il est ensuite remonté sur les hauteurs avoisinantes et s'est diffusé très rapidement sans rencontrer d'opposition. Les secours ont été contrariés par le très grand nombre d'habitants en fuite et par les voies de circulation étroites et sinueuses.
Malgré tout, Tacite rapporte aussi que des individus auraient empêché par des menaces d'éteindre les flammes, et qu'ils les auraient même avivées, déclarant obéir à des ordres : l'historien émet l'hypothèse que ces individus étaient des pilleurs agissant pour leur compte ou obéissant à des ordres effectivement reçus : « nec quisquam défendere audebat, crebris multorum minis restinguere prohibentium, et quia alii palam facies iaciebant atque esse sibi auctorem vociferabantur, sive ut raptus licentius exercerent seu iussu. » (« Personne n'osa lutter [contre les flammes] à cause des menaces répétées de beaucoup qui les empêchaient de les éteindre, et parce que d'autres allaient ouvertement mettre le feu en criant que c'était l'ordre qu'ils avaient reçu, soit de pouvoir voler avec plus de liberté, soit que cet ordre était réel »).
Néron, qui se trouvait à Antium, serait revenu en ville quand les flammes menaçaient sa résidence (Domus Transitoria) et il ne serait pas parvenu à la sauver. Il aurait pris en compte le sort des sans-abri en ouvrant les monuments du Champ de Mars, en y installant des baraquements et en approvisionnant en vivres les alentours. En plus, le prix du blé aurait été diminué à trois sesterces le modius.
Ces dispositions, prises selon Tacite afin d'obtenir le soutien populaire, n'auraient en définitive pas atteint leur but, n'empêchant pas une rumeur selon laquelle l'empereur se serait mis à chanter la Chute de Troie, en contemplant la violence de l'incendie visible de son palais. (« quæ quamquam popularia in inritum cadebant, quia pervaserat rumor ipso tempore flagrantis urbis inisse eum domesticam scænam et cecinisse Troianum excidium, præsentia mala vetustis cladibus adsimulantem. »).

#### Le second incendie et ses dommages

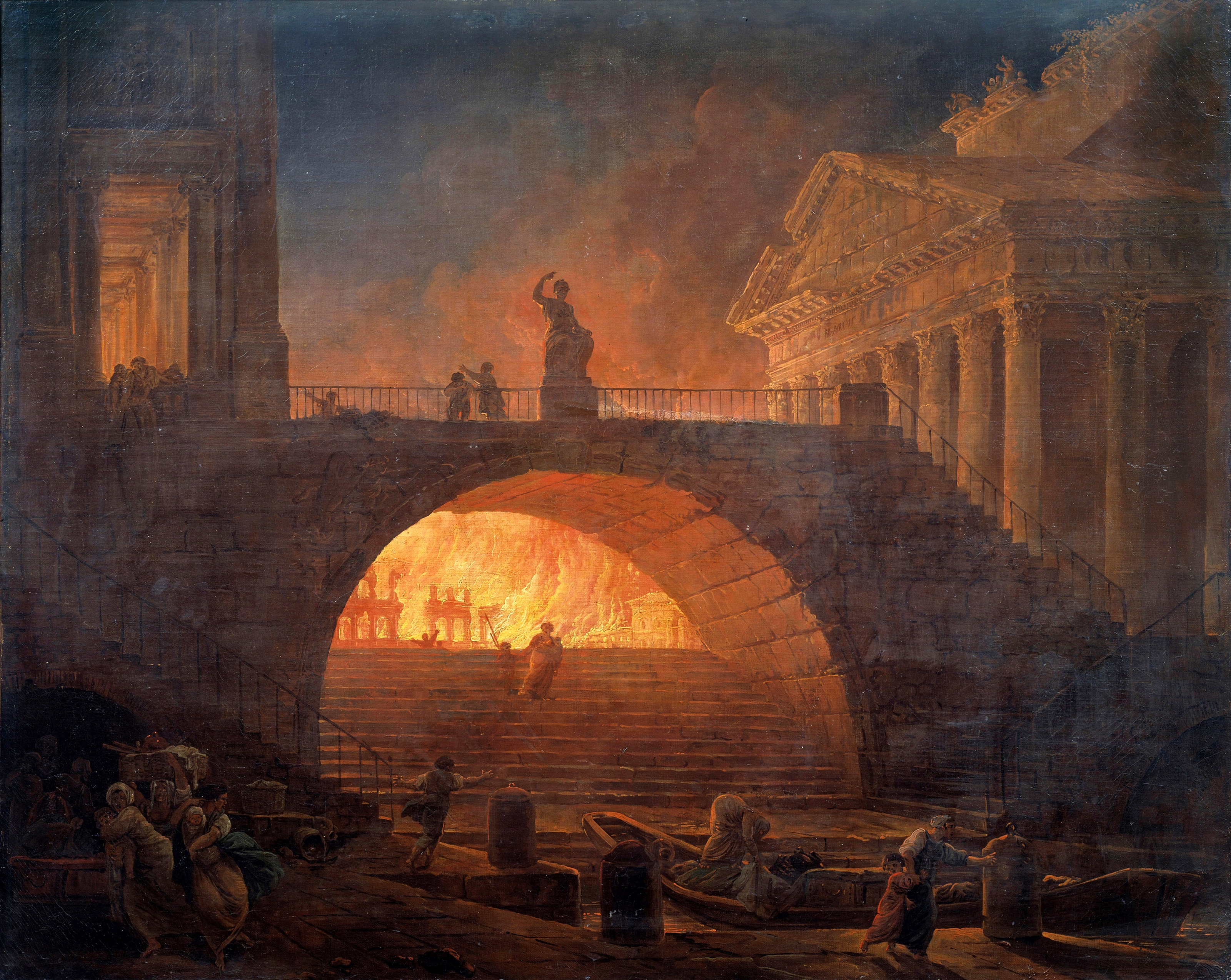
Incendie à Rome, 18 juillet 64 par Hubert Robert (musée d'art moderne André-Malraux au Havre).

Au sixième jour, l'incendie se serait arrêté aux pentes de l'Esquilin, où beaucoup de constructions avaient été détruites afin de faire le vide devant l'avancée des flammes. Malgré tout, d'autres incendies éclatèrent dans d'autres endroits et les flammes firent cette fois moins de victimes, mais détruisirent un plus grand nombre d'édifices publics. Ce second incendie aurait pris naissance dans un certain nombre de jardins appartenant à Tigellin, préfet du prétoire et ami de l'empereur : cette origine aurait, selon Tacite, fait naître d'autres rumeurs sur le désir de l'empereur de construire une autre ville et de lui donner son nom Neropolis (« plusque infamiæ id incendium habuit, quia prædiis Tigellini Æmilianis proruperat videbaturque Nero condendæ urbis novæ et cognomento suo appellandæ gloriam quærere. »).
Tacite énumère alors les dommages : des quatorze quartiers de Rome seulement quatre étaient restés intacts, tandis que trois étaient complètement rasés au sol et que sept autres ne conservaient que quelques restes de bâtiments. Il fait la liste de quelques temples antiques et sanctuaires détruits, énumère les œuvres d'art grecques et les textes anciens disparus, mais ne donne aucun renseignement sur le nombre de victimes.

#### La reconstruction
La reconstruction de la ville est décrite à partir de la Domus aurea, la nouvelle résidence que l'empereur se fait construire après le désastre. La reconstruction aurait été faite dans le reste de la ville en réalisant des voies de communication larges et droites, en limitant la hauteur des constructions, avec de vastes cours intérieures et des portiques sur les façades, que Néron aurait promis de payer.
L'historien cite une série de règles établies par Néron : les édifices ne pourront avoir des murs mitoyens ; certaines parties devront être construites en pierre de Gabies ou d'Albe, considérées comme réfractaires au feu. Les propriétaires devront en outre prendre toute disposition pour que les moyens de lutte contre le feu soient disponibles. Néron réprima l'usage abusif de l'eau par les particuliers afin d'assurer un meilleur débit de l'eau distribuée par les aqueducs.
L'empereur aurait fait évacuer les décombres en les faisant transporter dans les marécages d'Ostie en profitant des voyages de retour des navires qui remontaient le Tibre jusqu'à Rome avec le blé. La reconstruction des édifices aurait été subventionnée, les primes en monnaie pouvaient être perçues un an après l'achèvement de la construction.
Tacite termine en rapportant le contentement des Romains pour ces mesures, mais aussi en signalant l'existence de voix discordantes, selon lesquelles les anciennes voies étroites protégeaient mieux de l'ardeur du soleil.

#### L'accusation portée envers Néron

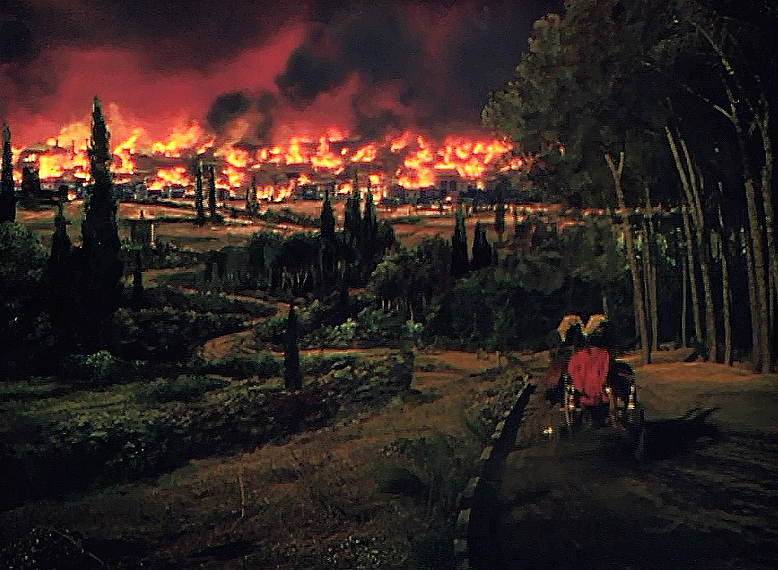
Représentation de l'incendie vue dans le film Quo Vadis de 1951.

Selon l'historien, aucune de ces mesures n'arrivait à faire taire les rumeurs sur la culpabilité de l'empereur concernant l'incendie : pour ce motif, Néron aurait accusé les chrétiens, que Tacite décrit comme une secte dangereuse et illuminée. Selon l'historien, d'abord on arrêta ceux qui avouaient, ensuite sur dénonciation de ceux-ci, beaucoup auraient été condamnés, mais, fait remarquer Tacite, pas vraiment à cause du crime incendiaire, mais pour leur haine envers le genre humain (« igitur primum correpti qui fatebantur, deinde indicio eorum multitudo ingens haud proinde in crimine incendii quam odio humani generis convicti sunt »).

### Suétone
L'historien Suétone dans son œuvre sur les empereurs De vita Cæsarum, plus connue sous le titre Vie des douze Césars, et précisément dans la partie dédiée à Néron (Nero, 38), nous donne un bref compte rendu sur l'incendie, très hostile envers l'empereur : il l'accuse directement d'avoir brûlé la ville, parce qu'il était dégoûté par la laideur des constructions antiques et l'étroitesse des routes : « nam quasi offensus deformitate veterum ædificorum et angustiis flexurisque vicorum, incendit urbem ».
Suétone rapporte une série d'évènements, généralement cités aussi par Tacite, mais en donne une interprétation fortement hostile à Néron :
- Les incendiaires, vus à l'œuvre selon Suétone par quelques sénateurs dans leurs propres propriétés, sont identifiés comme des serviteurs de Néron (« cubicularios ») ;

- Les édifices détruits sur le lieu où ensuite sera bâtie la Domus aurea, décrits comme des magasins (horrea) avec murs en pierre, ayant nécessité l'emploi de machines de guerre pour leur destruction, pourraient faire partie des actions décrites par Tacite et destinées à stopper le front de l'incendie, par la création d'un espace vide, tandis que pour Suétone le motif doit être recherché dans le désir de l'empereur de créer l'espace sur lequel il prévoit de bâtir son nouveau palais.

- La scène de Néron chantant la chute de Troie jouant de la harpe sur le Quirinal est rapportée non comme une légende populaire, mais comme une réalité, ajoutant les détails de son déroulement et le fait que l'empereur aurait revêtu ses propres habits de scène.

- L'empereur se chargea de l'évacuation des décombres et des cadavres, selon Suétone, uniquement pour récupérer tout ce qui restait dans les ruines.

- Enfin, il rapporte le fait que les provinces et les privés apportèrent leurs contributions financières pour la reconstruction : selon Suétone, ceux que l'empereur aurait sollicités risquèrent de ruiner les provinces.

### Dion Cassius
De la monumentale Histoire de Rome écrite par Dion Cassius au début du IIIe siècle, les livres qui traitent du règne de Néron nous sont parvenus sous forme d’épitomé (résumé), rédigé par le moine byzantin Jean Xiphilin au XIe siècle. Là aussi, la responsabilité de l'incendie est attribuée à Néron.
Le compte rendu de l'incendie (LXII, 16-18) débute en précisant que depuis longtemps, Néron, avant la fin de sa vie, espérait voir la destruction d'une ville par les flammes, comme Priam à Troie. La façon dont les hommes de l'empereur auraient allumé des incendies en divers lieux de la ville, en simulant des bagarres d'ivrognes ou d'autres désordres et rendant impossible la compréhension de ce qui était en train d'arriver, y est décrite : il y eut une grande confusion qui majora le nombre de victimes.
L'incendie dura plusieurs jours et selon Dion, de nombreuses maisons auraient été détruites par des hommes qui faisaient semblant de les sauver et d'autres furent incendiées par ceux qui étaient venus prêter assistance. Même les soldats auraient œuvré plus pour propager l'incendie que pour le combattre. Les flammes furent activées et propagées aussi par le vent.
Dion raconte que pendant ce temps l'empereur serait grimpé sur le toit de son palais et aurait chanté, en s'accompagnant d'une lyre, un chant sur la « chute de Troie ». Pendant ce temps le mont Palatin et les deux tiers de la ville brûlaient. Les survivants se lamentaient, maudissaient les auteurs de l'incendie, en accusant plus ou moins ouvertement Néron. On parlait d'antiques prophéties se rapportant à la fin de la ville.
Enfin, pour la reconstruction, on parle de contributions de la part de la communauté ou de privés, volontaires ou sollicitées. Ces contributions auraient été recueillies directement par Néron. Selon Dion Cassius, les Romains mêmes furent privés de la distribution gratuite de céréales.

### Autres sources
- Pline l'Ancien (Histoires Naturelles, XVII, 1, 5), en parlant de l'âge d'anciens arbres, dit qu'ils durèrent jusqu'à l'incendie de l'empereur Néron : « ad Neronis principis incendia ». Lui aussi semble attribuer la responsabilité de l'incendie à Néron.
- Une inscription de Rome CIL 06, 00826 cite pour l'incendie une durée de neuf jours complets : urbs per novem dies arsit Neronianis temporibus (« La ville brûla neuf jours à l'époque de Néron »).
- Eutrope parle aussi de l'incendie (Breviarium ab Urbe condita, VII, 14). Il reprend probablement comme sources Tacite et Suétone et en impute la responsabilité à l'empereur par le désir de ce dernier de voir un spectacle équivalent à l'incendie de Troie : « Urbem Romam incendit, ut spectaculi eius imaginem cerneret, quali olim Troia capta arserat. »
- Sulpice-Sévère, auteur chrétien du IVe siècle, rappelle que Néron se trouvait à Antium mais que l'opinion lui imputa l'incendie, et détaille les supplices infligés aux chrétiens[5]
- Les fouilles entreprises dans les zones les plus touchées par l'incendie ont mis en évidence, en diverses occasions, des couches de cendres, des matériaux consumés et des traces d'incendie. Dans certains cas ont été mis au jour des morceaux d'ornements métalliques partiellement fondus, ce qui met en évidence la violence des flammes.

## Controverses
Le compte rendu des sources antiques doit être interprété en tenant compte de leur caractère hostile à l'empereur : les auteurs cités appartiennent pour la plupart à l'aristocratie sénatoriale, hostile après les premières années de règne de Néron à sa politique, qui favorisait les milieux populaires.
Dans les études de l'histoire moderne, se sont par conséquent opposées diverses thèses et arguments liés à l'incendie.

### Origine de l'incendie

#### Origine criminelle ou accidentelle
Les sources d'information antiques sont unanimes pour admettre que l'incendie serait d'origine criminelle en insistant sur quelques particularités concernant son évolution : la vitesse de propagation, le fait qu'il se soit propagé dans toutes les directions, sans suivre la direction des vents, le fait que même des habitations de pierre aient pris feu, le fait que l'incendie ait repris, alors qu'il semblait éteint une première fois.
En réalité, les connaissances modernes ont confirmé que des incendies de grande ampleur, dont les flammes utilisent une grande quantité d'oxygène, ont tendance à s'étendre, recherchant l'oxygène supplémentaire nécessaire à la poursuite de la combustion, créant une sorte d'auto-alimentation, indépendante des vents extérieurs, et connue sous le nom de tempête de feu. Les édifices de pierre peuvent se consumer complètement à la suite de l'incendie des meubles, des garnitures et des parties en bois qui s'enflamment par l'intermédiaire des tisons provenant de l'extérieur. Enfin, l'expérience actuelle a démontré que souvent des braises peuvent demeurer actives sous les cendres et peuvent provoquer une imprévisible reprise des flammes.
De plus, les incendies d'origine accidentelle sont fréquents à Rome à cette époque, favorisés par la densité des insulæ et des habitations bon marché construites en poutres de bois et torchis. La lutte contre l'incendie reste encore rudimentaire.
À la lumière des connaissances modernes, il n'existerait pas de preuves d'un incendie criminel et la thèse d'une origine accidentelle est actuellement retenue comme la plus probable. En effet, il est postulé que le feu aurait été intentionnellement déclenché afin de créer un espace pour la Domus aurea de Néron, mais le feu a démarré à plus d'un kilomètre de l'endroit où ce palais sera effectivement construit, de l'autre côté de la colline Palatine. De plus, le feu a détruit des parties du propre palais de Néron, la Domus transitoria. Il semble peu probable que Néron ait voulu détruire son propre palais dont il a récupéré une partie de la décoration en marbre pour l'intégrer dans la nouvelle Domus aurea. Même les peintures et décorations murales du nouveau palais étaient semblables à celles qui avaient été détruites. Enfin, le feu a commencé deux jours seulement après la pleine lune, une période présumée non propice pour des pyromanes qui n'auraient pas voulu être repérés.

#### Responsabilité de Néron

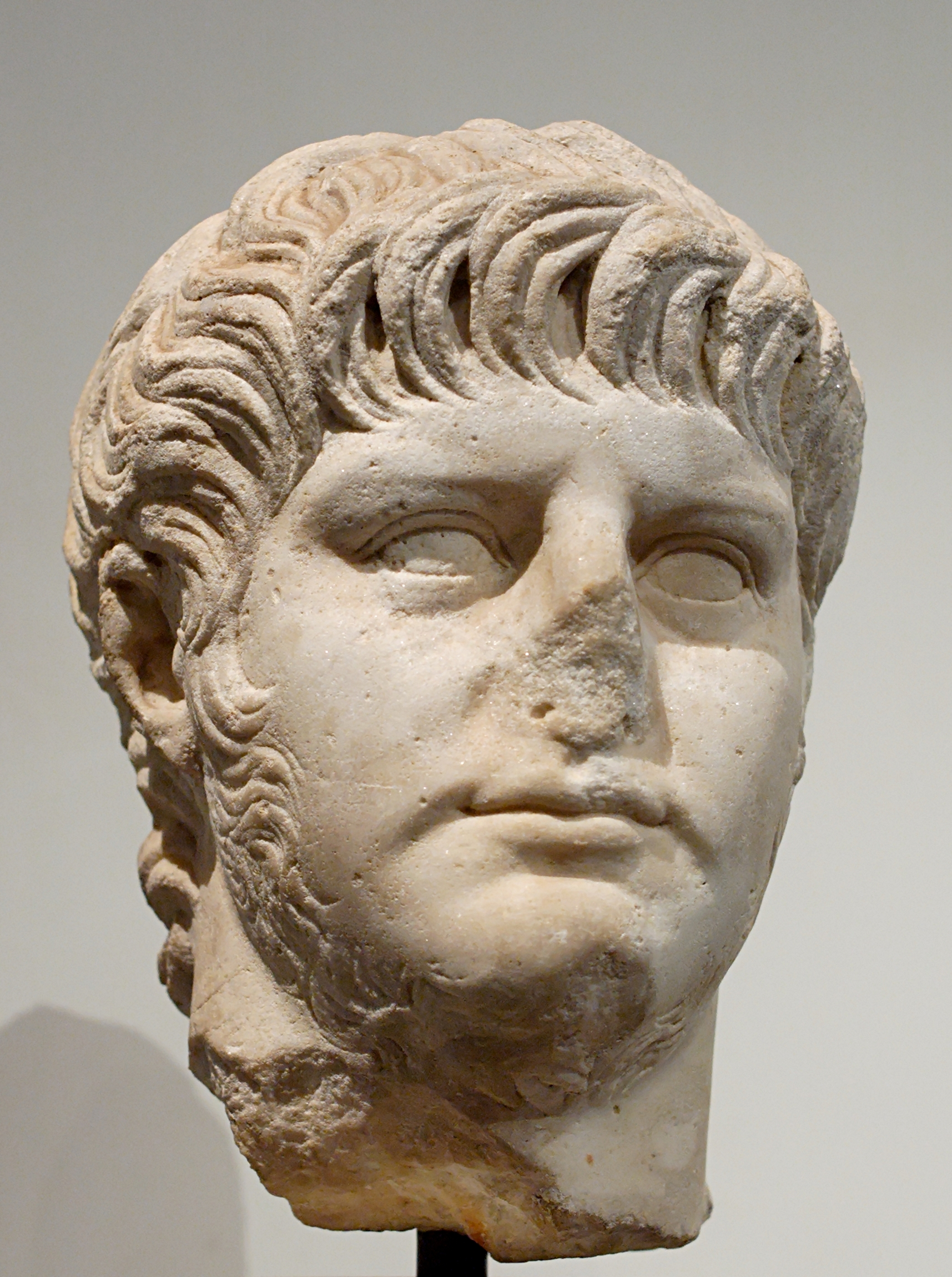
Buste de Néron, musée du Capitole, Rome

La responsabilité de l'incendie fut unanimement attribuée à Néron, dont l'image qui nous a été transmise par les historiens de son époque est celle d'un tyran odieux : en lui attribuant des motivations comme le désir de s'inspirer pour son chant de la destruction de la ville, ou la nécessité de trouver un espace pour la construction de la Domus aurea, ou encore son aspiration à pérenniser son nom pour avoir radicalement rénové le plan urbanistique de la ville.
Les actes de Néron furent par conséquent interprétés de la manière la plus négative : la destruction des édifices sur les pentes de l'Esquilin qui fut probablement motivée par la nécessité de stopper l'incendie en évitant de l'alimenter semble être interprétée comme un désir d'accomplir d'autres destructions. Par la suite, le fait d'avoir ordonné l'évacuation des gravats et des cadavres à ses propres frais fut interprété comme un désir de vouloir s'approprier les biens restés dans les maisons. Les individus vus en train d'allumer d'autres foyers et considérés comme une preuve majeure de la culpabilité de l'empereur, comme le reconnaît Tacite, auraient pu cacher, derrière leur affirmation d'obéir à des ordres venus d'en haut, leur propre activité de destructeurs.
En réalité, Tacite rapporte une série d'actions efficaces de l'empereur pour lutter contre le désastre et les études actuelles tendent à redorer la figure de Néron.
Il est difficile de comprendre l'intérêt que Néron aurait pu avoir à commanditer cet incendie. En effet, durant l'incendie, une grande partie de sa collection d'œuvres d'art partit en fumée. Or, lorsqu'on connaît l'attachement que Néron avait pour l'art, on a du mal à comprendre comment il aurait pu les laisser dans son palais (Domus transitoria) en sachant pertinemment qu'elles allaient être amenées à disparaître.

### Accusation et condamnation des chrétiens
Tacite, qui avait moins de 10 ans lors des faits, attribue l'accusation faite aux chrétiens d'avoir provoqué l'incendie au désir de Néron de détourner la suspicion faite sur sa personne. Il considère que cette accusation est infondée, mais en même temps, il donne d'eux une image très négative : « Ergo abolendo rumori Nero subdidit reos et quæsitissimis poenis adfecit quos per flagitia invisos vulgus Christianos appellabat ». Mentionnant le Christ de qui ils avaient pris le nom, « qui, sous Tibère, fut livré au supplice par le procurateur Ponce Pilate », il décrit aussi les tortures auxquelles le tyrannique empereur — comme il était présenté dans le compte rendu — soumit les accusés.
Suétone confirme que Néron avait envoyé les chrétiens au supplice et les définit comme « une nouvelle et maléfique superstition » (« afflicti suppliciis Christiani, genus hominum superstitionis nouæ ac maleficæ », sans toutefois relier ce fait à l'incendie.
La question concerne le thème des persécutions des chrétiens sous l'Empire romain et s'insère dans la complexe et très débattue historiographie de la reconstruction de l'origine du christianisme et de ses rapports avec l'État romain. Selon une tradition chrétienne tardive les apôtres Pierre et Paul auraient été martyrisés à cette occasion. Les historiens modernes qui réexaminent cette question font remarquer qu'aucune source ne lie la mort de ces deux apôtres à ces événements, ainsi la lettre de Clément de Rome (5,7 et 6,1) « distingue clairement le martyre de l'apôtre (Paul) et la persécution de 64 ». Les chronographes antiques avançaient au IVe siècle la date de 67-68 : son exécution ne serait liée ni à la répression des chrétiens de 64, ni à la persécution des philosophes de 65-66, à la suite de la conjuration de Pison. Il semble par ailleurs que les griefs retenus contre Paul aient été non pas l'appartenance à la secte chrétienne, mais la subversion et la magie, motivés par la crainte face à un thaumaturge à la tête d'une milice.
Suétone signale une mesure prise par l'empereur Claude en 41 ou 49 qui chassait les juifs de Rome à cause des désordres nés sous l'impulsion de Chrestus (« impulsore Chresto tumultuantes »), terme qui ne fait peut-être pas référence à Jésus-Christ. Les juifs purent y revenir et y créer une nouvelle communauté. À partir du milieu du Ier siècle, les autorités romaines commencent à distinguer les chrétiens des juifs. Tacite raconte que les premiers chrétiens arrêtés en 64 furent ceux qui étaient connus comme tels. Aussi bien Tacite que Suétone semblent attester d'une attitude générale hostile envers eux.
Les chrétiens furent probablement condamnés à mort sur la base des lois romaines ordinaires qui punissaient l'homicide faisant suite à un incendie criminel (lex Cornelia de sicariis et veneficiis de Sylla), et les condamnations durent être exécutées selon leur statut social : ceux qui n'avaient pas la citoyenneté romaine furent exposés aux bêtes féroces ou liés sur des croix en bois ou revêtus de tuniques recouvertes d'une épaisse couche de poix à laquelle on mit le feu (supplice connu sous le nom de tunica molesta (en)). Ces supplices eurent lieu dans les jardins de Néron et au cirque construit par Caligula, sur la rive droite du Tibre dans la zone du Vatican, le Circus Maximus ayant été détruit par le feu.
Enfin, il n'est pas impossible que les chrétiens de Rome se soient désignés eux-mêmes à la vindicte populaire, voyant dans l'incendie des temples païens la confirmation de leurs espoirs eschatologiques et l'occasion de leur donner une première visibilité.

#### Hypothèse de la responsabilité effective des chrétiens
Une alternative à l'histoire traditionnelle a été avancée en 1991 par l'historien allemand Gerhard Baudy, reprenant une thèse élaborée au début du XXe siècle par l'universitaire italien Carlo Pascal et reprise plus tard par Léon Herrmann. Selon Baudy, il est possible de penser que ce furent les chrétiens qui déclenchèrent volontairement le feu à Rome. Leur but aurait été de donner suite à une prophétie apocalyptique égyptienne selon laquelle le lever de Sirius, l'étoile du Grand Chien, aurait indiqué la chute de la « grande mauvaise ville », et éventuellement de déclencher un soulèvement contre Rome. Les chrétiens pouvaient considérer Rome comme un lieu de débauche, de libertinage, de luxure : une nouvelle Babylone. Ils auraient pu alors allumer un incendie au centre du pouvoir romain pour détruire par le feu la ville « immorale », le centre de l'empire et du pouvoir.
Toutefois, il a été souligné que la thèse de Pascal et de Baudy repose seulement sur un ensemble d'hypothèses ; par ailleurs, elle n'a été avancée par aucun auteur de l'Antiquité. On a pu pointer aussi un certain nombre de faiblesses : une partie des données sur lesquelles ils s'appuient sont chronologiquement postérieures à l'incendie : elles peuvent tout aussi bien seulement témoigner du retentissement de cet incendie dans les milieux chrétiens, et il est risqué de présupposer que ces références existaient déjà auparavant.

#### Authenticité du passage de Tacite
L'authenticité de ce passage de Tacite (corroboré par Suétone) a parfois été mise en doute, notamment parce qu'il constitue un des premiers témoignages antiques non-chrétiens sur le christianisme ancien, et sur le Christ exécuté par Pilate. Cette mise en doute a été faite par le mythiste Prosper Alfaric, ainsi que par Polydore Hochart en 1884. Ce dernier a par la suite soutenu, sans rencontrer aucune approbation, que l'intégralité des Annales et des Histoires de Tacite seraient des faux écrits par l'humaniste italien du XVe siècle Poggio Bracciolini dit Le Pogge.
Les historiens considèrent aujourd'hui que le passage est authentique.

### Autres incendies à Rome
En dehors du grand incendie de l'époque de Néron, Rome eut à déplorer de nombreux autres sinistres majeurs :
- -390 : la ville, prise par les Gaulois, est complètement détruite par un incendie ;
- -213 : incendie dans la zone du Forum Boarium et du Forum Holitorium ;
- 69 : incendie provoqué par le combat entre les partisans de Vespasien et ceux de Vitellius, détruisant le Capitole ;
- 80 : autre incendie causant de forts dommages sous l'empereur Titus ;
- 191 : un incendie détruit une partie de la ville, et l'empereur Commode prétend la reconstruire sous le nom de « Colonie commodienne » ;
- 283 : un incendie cause d'importants dommages au Forum romanum et au centre monumental, sous l'empereur Carin.

## Dans la culture

### Roman
- Quo Vadis ?, Henryk Sienkiewicz

### Sources antiques
- Tacite, Annales, XV, 38-45 [lire en ligne (page consultée le 21/11/2023)]
- Suétone, Vie des douze Césars, Vie de Néron, XXXVIII [lire en ligne (page consultée le 21/11/2023)]
- Dion Cassius, Histoire romaine, Livre LXII [lire en ligne (page consultée le 21/11/2023)]

### Recherche
- (en) Anthony A. Barrett, Rome is burning : Nero and the fire that ended a dynasty, Princeton University Press, coll. « Turning points in ancient history », 2022 (ISBN 978-0-691-17231-6).
- (en) Joseph J. Walsh, The Great Fire of Rome : Life and Death in the Ancient City, Baltimore, Johns Hopkins University Press, 2019 (ISBN 978-1-4214-3371-4).
- Jean-Marie Pailler, « Néron, l’incendie de Rome et les chrétiens », Pallas. Revue d'études antiques, no 88,‎ 15 mai 2012, p. 175–196 (ISSN 0031-0387, lire en ligne, consulté le 21 novembre 2023).
- Catherine Salles, Et Rome brûla, Larousse, coll. « L'histoire comme un roman », 2009 (ISBN 978-2-03-583988-6).
- Charles Saumagne, « Les incendiaires de Rome (année 64 p. C.) et les lois pénales des Romains », RH, 227, 1962, pp. 337-361.